# William Henry Hunt
William Henry Hunt (ur. 28 marca 1790 w Londynie, zm. 10 lutego 1864 tamże) – angielski malarz.
Uczył się w latach 1804–1811 u malarza i akwarelisty Johna Varleya, studia uzupełniał na zajęciach w Royal Academy, gdzie wystawiał od 1807. Początkowo malował posługując się techniką olejną, jednak największe uznanie zdobył jako twórca naturalistycznych akwareli przedstawiających martwe natury. W latach 30. i 40. XIX wieku malował również sceny rodzajowe.
Hunt od 1824 był związany z Royal Watercolour Society, której pełnoprawnym członkiem został w 1827. W młodości jego patronem był dr Thomas Monro, mecenas sztuki i lekarz Jerzego III. Twórczość artysty cenił John Ruskin, który brał u niego lekcje w 1854 i 1861.
Duże zbiory prac Hunta posiadają kolekcje brytyjskie, British Museum, Muzeum Wiktorii i Alberta i Tate Gallery.